# Вологодское городище
Волого́дское городи́ще — историческая укреплённая часть Вологды, существовавшая в XV — середине XVI века.
Границы укреплений городища проходят по современным улицам Бурмагиных, Ударников, Парковому переулку и Луговой. Центром Вологодского городища являлась Ленивая площадка. Выявленные укрепления представляли собой ров, земляной вал, плетнёвые сооружения, аналогичные китайгородским.
Предположительно городище (кремль) представляло собой политико-административный и культовый центр, к которому примыкали неукреплённые пригороды-посады. На территории городища зафиксировано существование построек, относящихся к XIII веку.
Археологические раскопки в районе улицы Ударников подтвердили предположение о возникновении укреплений Вологодского городища не позднее первых десятилетий XV века, а возможно и в более ранний период. Показано, что тогда же происходило освоение этой территории под городскую застройку. Территория городища не была включена в границы крепости Ивана Грозного 1565 года и с середины XVI века стала застраиваться рядовыми городскими усадьбами.
Топоним «Вологодское городище» применительно к данной местности использовался до 1960-х годов.

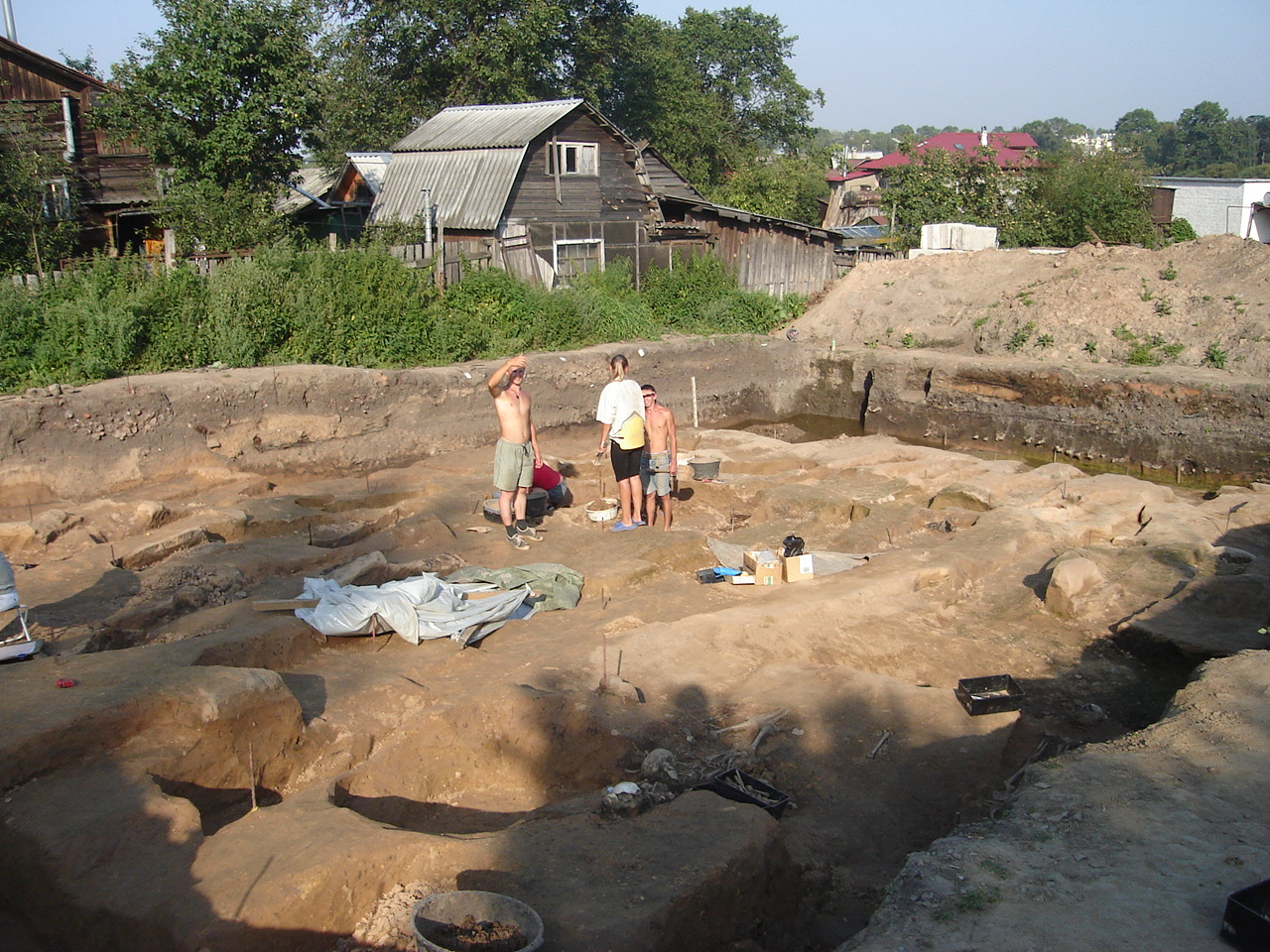
Раскопки на территории бывшего Вологодского городища, 2007 год
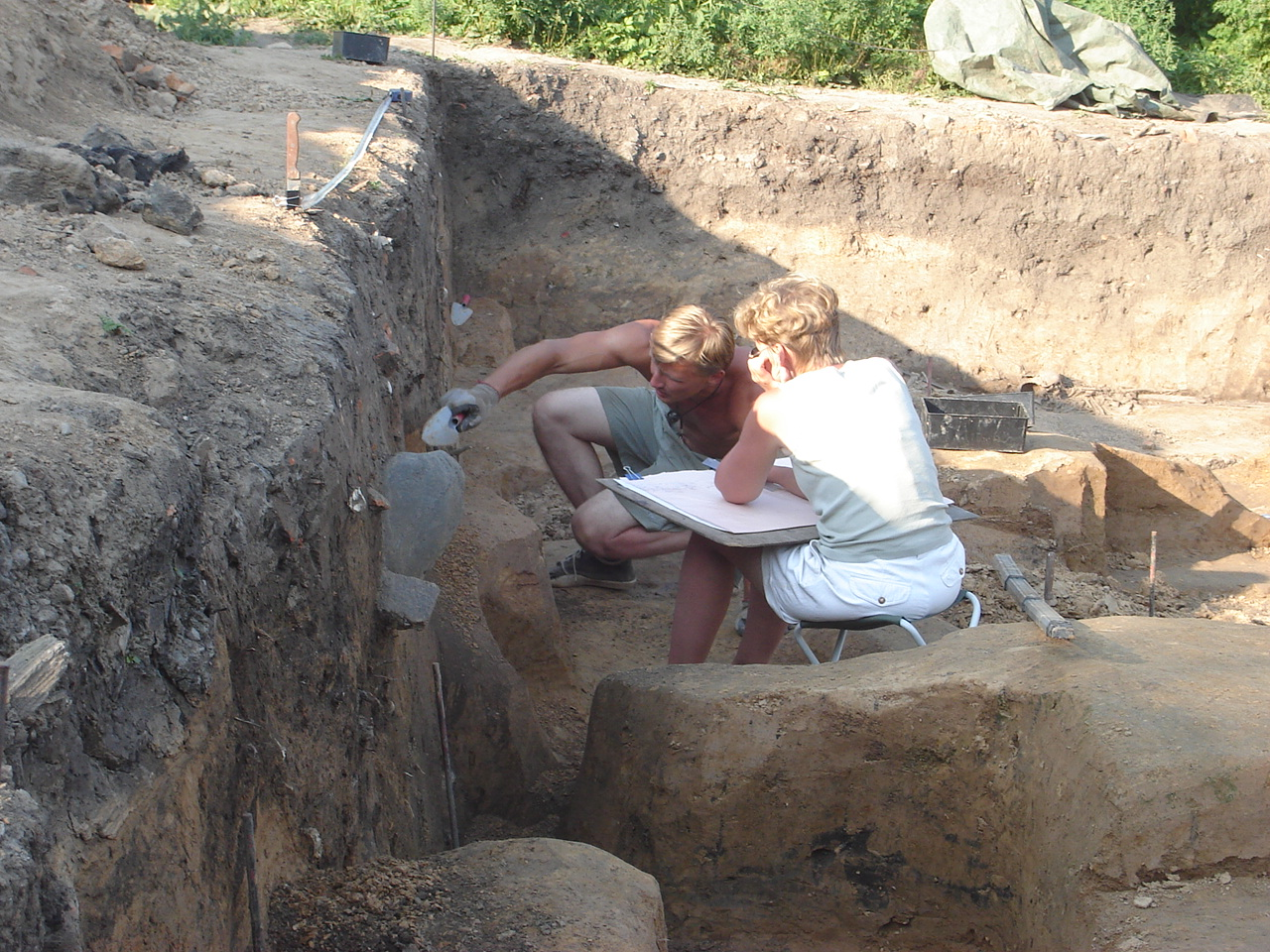
Раскопки ведут археологи НПЦ «Древности Севера» под руководством А. В. Суворова
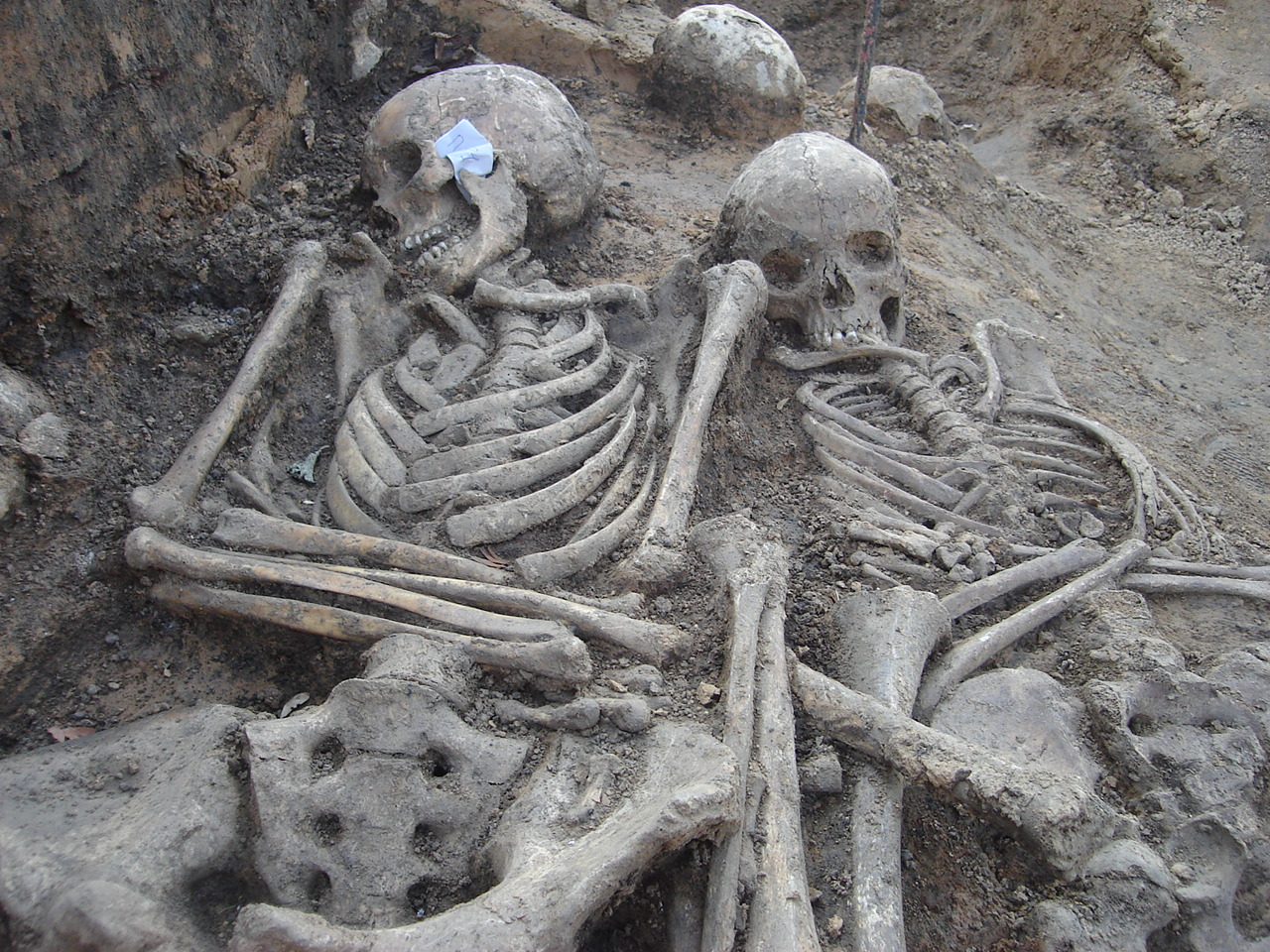
Найденные скелеты предположительно относятся к XV веку
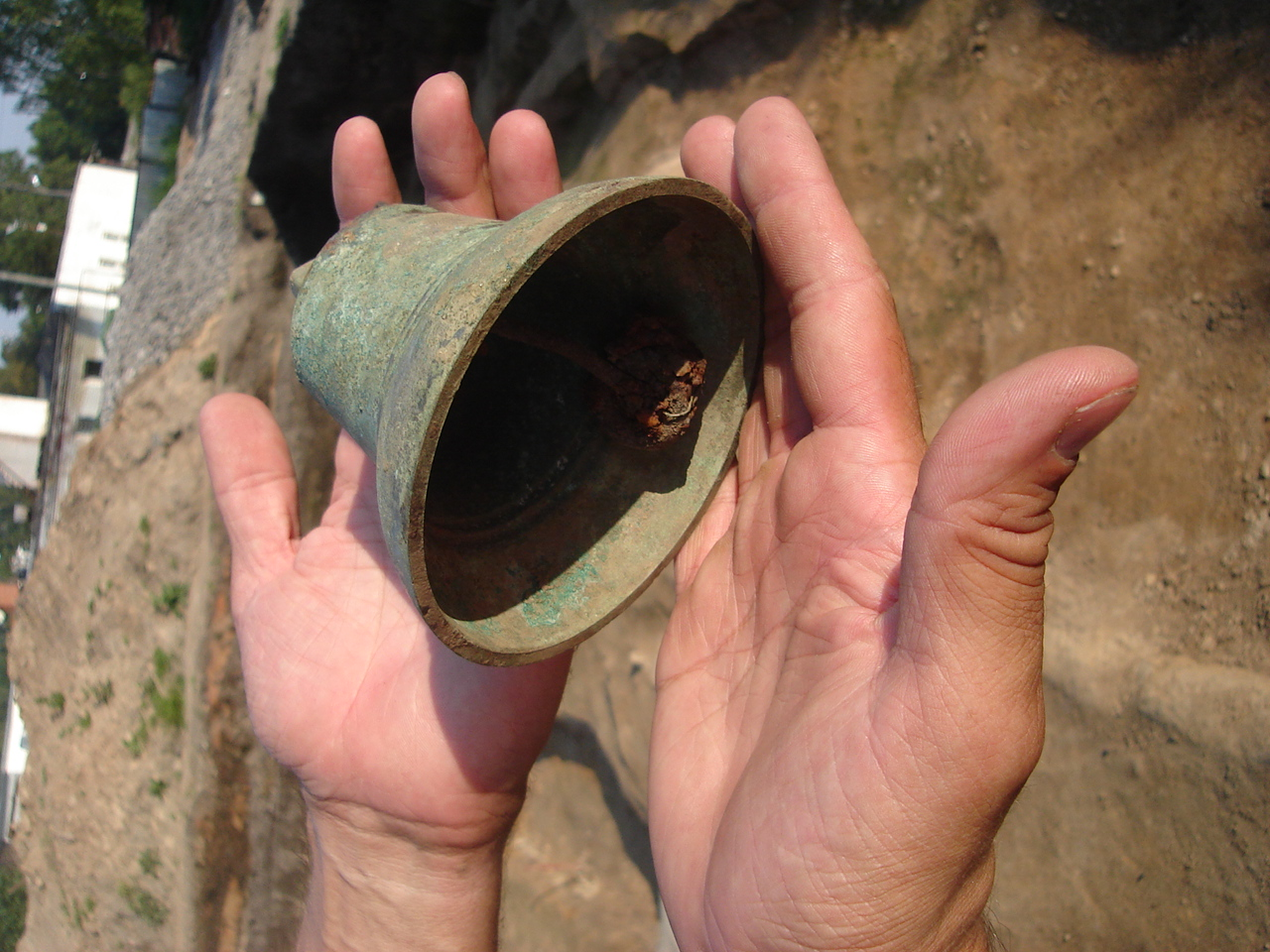
Поддужный колоколец XIX века